# Parigné
Parigné est une commune française située dans le département d'Ille-et-Vilaine en région Bretagne, peuplée de 1 301 habitants.

## Géographie
Du point de vue de la richesse de la flore, si Parigné est non loin de la moyenne parmi les communes du département possédant dans leurs différents biotopes un nombre important de taxons, soit 388 pour une moyenne communale de 348 taxons et un total départemental de 1 373 taxons (118 familles), il faut plus que ce nombre, considérer 65 taxons à forte valeur patrimoniale (total de 207) ; 26 taxons protégés et 57 appartenant à la liste rouge du Massif armoricain (total départemental de 237). L'existence de la tourbière de Landemarais explique pour une part cette importance.
| Villamée                |          | Louvigné-du-Désert |
| Le Châtellier           | Parigné  | Landéan            |
| Saint-Germain-en-Coglès | Lécousse |                    |

### Hydrographie
Pour un article plus général, voir Réseau hydrographique d'Ille-et-Vilaine.
La commune est traversée par la ligne de partage des eaux entre les bassins hydrographiques Seine-Normandie et Loire-Bretagne. Elle est drainée par le Beuvron, le Nançon, la rivière le Nançon, le ruisseau de Clairdouet, le ruisseau de la Chaumoie, le ruisseau de la Fontaine molle, le ruisseau de la Hurlais, le ruisseau de la Pitotais, le ruisseau de la Rue d'Enfer, le ruisseau de Meusette et le ruisseau des Serfilières,le ruisseau du Marais,,.
Le Beuvron, d'une longueur de 31 km, prend sa source dans la commune  et se jette  dans la Sélune à Ducey-Les Chéris, après avoir traversé onze communes. 

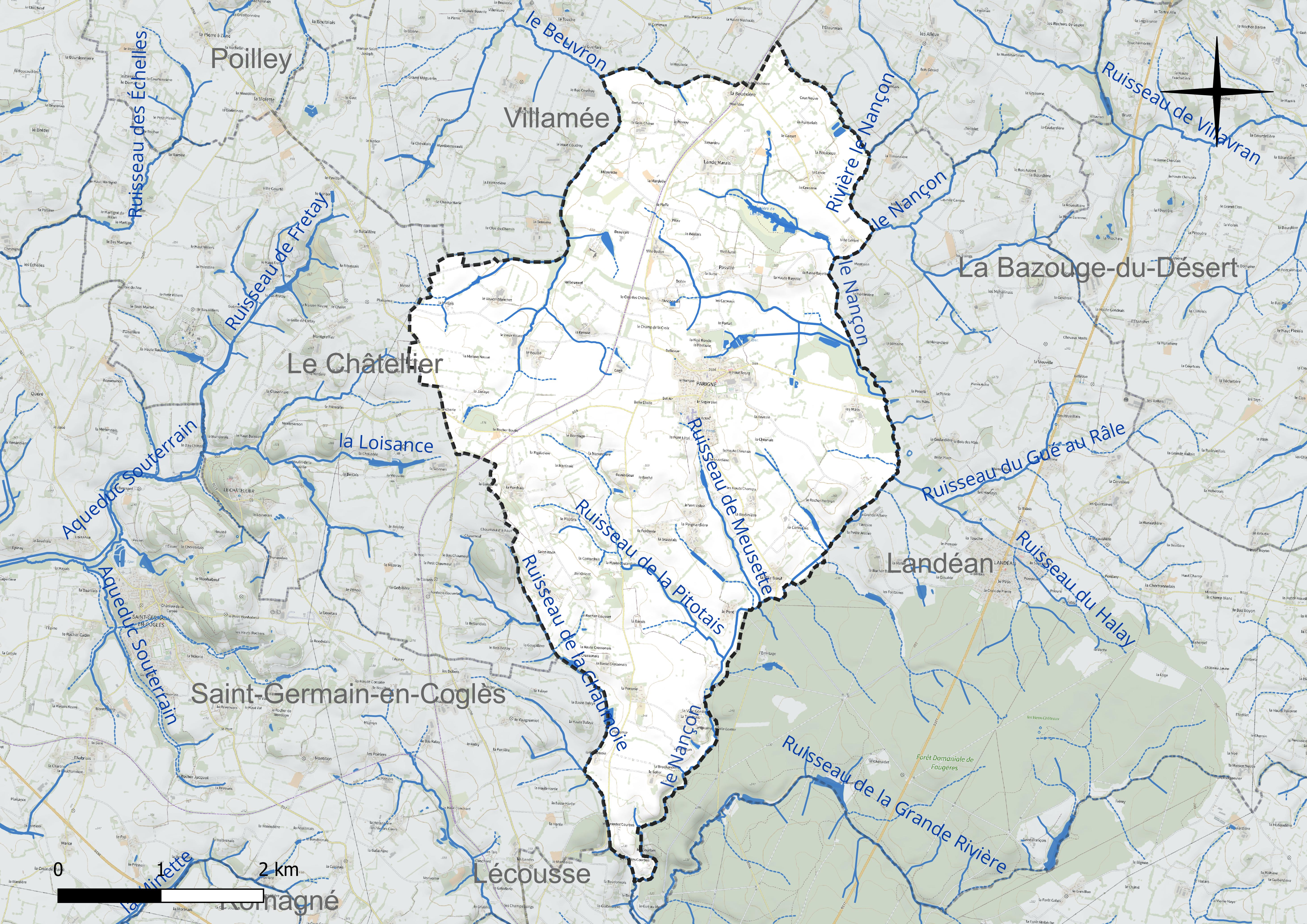
Réseau hydrographique de Parigné.

Le Nançon, d'une longueur de 20 km, prend sa source dans la commune de Landéan et se jette  dans le Couesnon à Fougères, après avoir traversé six communes. 

### Climat
Pour des articles plus généraux, voir Climat de la Bretagne et Climat d'Ille-et-Vilaine.
En 2010, le climat de la commune est de type climat océanique franc, selon une étude du CNRS s'appuyant sur une série de données couvrant la période 1971-2000. En 2020, Météo-France publie une typologie des climats de la France métropolitaine dans laquelle la commune est exposée à un climat océanique et est dans la région climatique  Bretagne orientale et méridionale, Pays nantais, Vendée, caractérisée par une faible pluviométrie en été et une bonne insolation. Parallèlement l'observatoire de l'environnement en Bretagne publie en 2020 un zonage climatique de la région Bretagne, s'appuyant sur des données de Météo-France de 2009. La commune est, selon ce zonage, dans la zone « Intérieur Est », avec des hivers frais, des étés chauds et des pluies modérées.  
Pour la période 1971-2000, la température annuelle moyenne est de 10,7 °C, avec une amplitude thermique annuelle de 13,2 °C. Le cumul annuel moyen de précipitations est de 918 mm, avec 13,9 jours de précipitations en janvier et 8,2 jours en juillet. Pour la période 1991-2020, la température moyenne annuelle observée sur la station météorologique la plus proche, située sur la commune de Fougères à 8 km à vol d'oiseau, est de 11,9 °C et le cumul annuel moyen de précipitations est de 939,1 mm,. Pour l'avenir, les paramètres climatiques de la commune estimés pour 2050 selon différents scénarios d'émission de gaz à effet de serre sont consultables sur un site dédié publié par Météo-France en novembre 2022.

## Urbanisme

### Typologie
Au 1er janvier 2024, Parigné est catégorisée bourg rural, selon la nouvelle grille communale de densité à sept niveaux définie par l'Insee en 2022.
Elle est située hors unité urbaine. Par ailleurs la commune fait partie de l'aire d'attraction de Fougères, dont elle est une commune de la couronne,. Cette aire, qui regroupe 26 communes, est catégorisée dans les aires de 50 000 à moins de 200 000 habitants,.

### Occupation des sols
L'occupation des sols de la commune, telle qu'elle ressort de la base de données européenne d'occupation biophysique des sols Corine Land Cover (CLC), est marquée par l'importance des territoires agricoles (95,4 % en 2018), une proportion sensiblement équivalente à celle de 1990 (96 %). La répartition détaillée en 2018 est la suivante : prairies (36,6 %), terres arables (31,2 %), zones agricoles hétérogènes (27,6 %), forêts (2,6 %), zones urbanisées (2 %). L'évolution de l'occupation des sols de la commune et de ses infrastructures peut être observée sur les différentes représentations cartographiques du territoire : la carte de Cassini (XVIIIe siècle), la carte d'état-major (1820-1866) et les cartes ou photos aériennes de l'IGN pour la période actuelle (1950 à aujourd'hui).

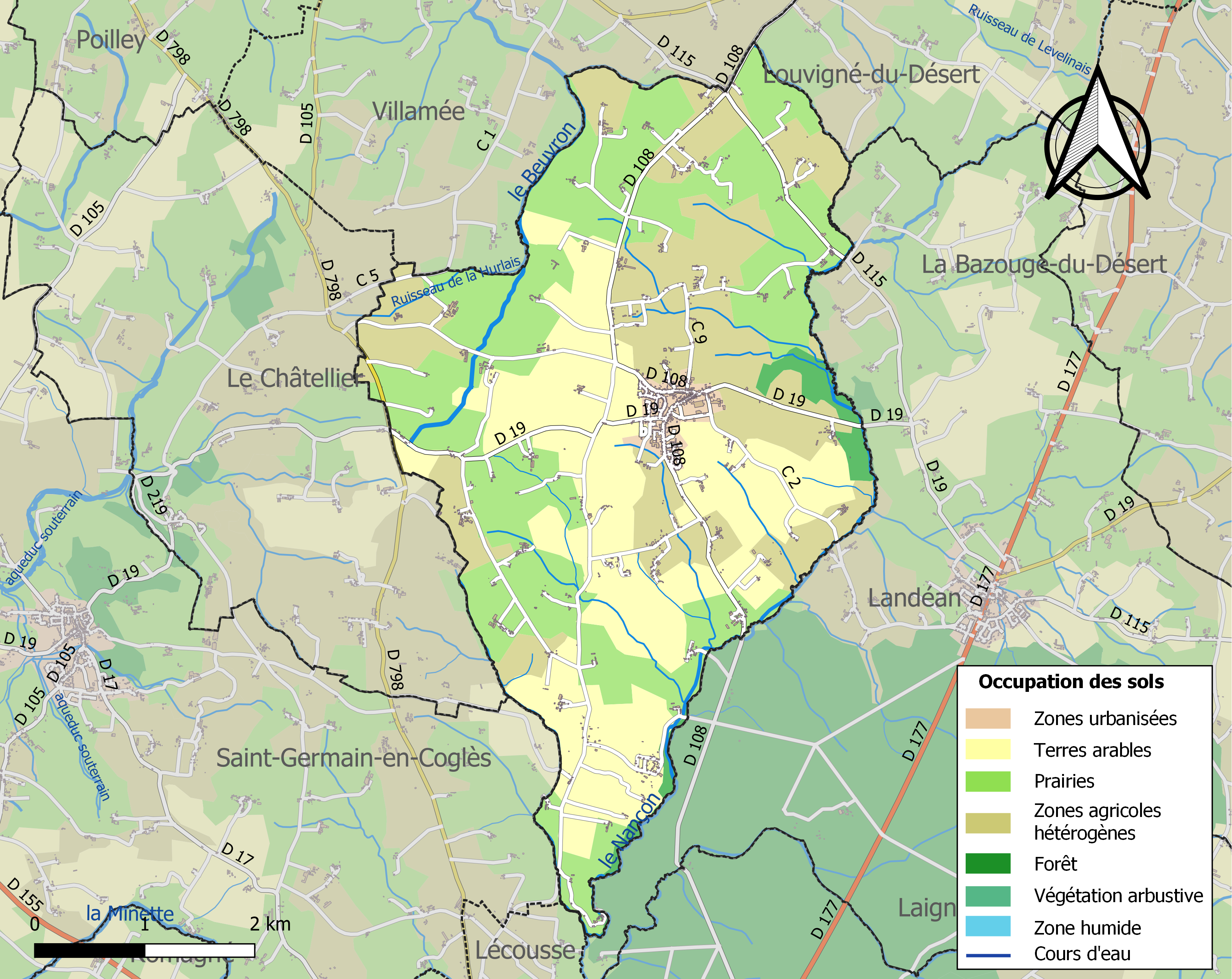
Carte des infrastructures et de l'occupation des sols de la commune en 2018 (CLC).

## Toponymie
Le nom de la localité est attesté sous les formes Parochia de Parrigneio en 1213, Parigneyum en 1516[réf. nécessaire].
Le toponyme peut-être issu de l'anthroponyme latin Parinus[réf. nécessaire].
Parinyaè en gallo[réf. nécessaire].
En 1944, Théophile Jeusset, nationaliste breton et collaborateur, crée un nom breton pour la localité : Parinieg.

## Histoire

### Révolution française
Aimé Picquet du Boisguy, un des principaux chefs chouans fut arrêté chez lui au château du Bois-Guy en Parigné, dans la nuit du 17 au 18 mars 1797.

### LeXIXesiècle

#### LesLouisets
Parigné fut une des principales paroisses à être concerné par le schisme de la Petite Église, des catholiques refusant le Concordat de 1801, connus dans la région de Fougères sous le nom des Louisets.

### LeXXesiècle

#### La Belle Époque
L'école de Parigné tenue par des religieuses est laïcisée à compter du 14 septembre 1903 en vertu de la loi sur les congrégations.

#### La Première Guerre mondiale
Le monument aux morts de Parigné porte les noms de 48 soldats morts pour la France pendant la Première Guerre mondiale.

#### La Seconde Guerre mondiale
Le monument aux morts de Parigné porte les noms de sept personnes mortes pour la France pendant la Seconde Guerre mondiale.

## Politique et administration

### Liste des maires
| Période                                  | Période  | Identité              | Étiquette | Qualité                           |
| ---------------------------------------- | -------- | --------------------- | --------- | --------------------------------- |
| Les données manquantes sont à compléter. |          |                       |           |                                   |
| 1962                                     | 1983     | Jean-Marie Letourneur | SE        | Agriculteur                       |
| 1986                                     | 2014     | André Lemaître        | SE        | Cadre d'entreprise                |
| 2014                                     | mai 2020 | Maurice Janvier       | DVD       | Agriculteur retraité              |
| mai 2020                                 | En cours | Hervé Guillard        | SE        | Contrôleur des finances publiques |

### Jumelages
- Campello Sul Clitunno (Italie) depuis 2000[36].

## Démographie
L'évolution du nombre d'habitants est connue à travers les recensements de la population effectués dans la commune depuis 1793. Pour les communes de moins de 10 000 habitants, une enquête de recensement portant sur toute la population est réalisée tous les cinq ans, les populations de référence des années intermédiaires étant quant à elles estimées par interpolation ou extrapolation. Pour la commune, le premier recensement exhaustif entrant dans le cadre du nouveau dispositif a été réalisé en 2007.

En 2022, la commune comptait 1 301 habitants, en évolution de −2,11 % par rapport à 2016 (Ille-et-Vilaine : +5,46 %, France hors Mayotte : +2,11 %).
| 1793  | 1800  | 1806  | 1821  | 1831  | 1836  | 1841  | 1846  | 1851  |
| ----- | ----- | ----- | ----- | ----- | ----- | ----- | ----- | ----- |
| 1 385 | 1 135 | 1 348 | 1 339 | 1 380 | 1 308 | 1 324 | 1 347 | 1 318 |

| 1856  | 1861  | 1866  | 1872  | 1876  | 1881  | 1886  | 1891  | 1896  |
| ----- | ----- | ----- | ----- | ----- | ----- | ----- | ----- | ----- |
| 1 255 | 1 217 | 1 214 | 1 225 | 1 236 | 1 175 | 1 206 | 1 237 | 1 140 |

| 1901  | 1906  | 1911  | 1921  | 1926  | 1931  | 1936  | 1946  | 1954  |
| ----- | ----- | ----- | ----- | ----- | ----- | ----- | ----- | ----- |
| 1 099 | 1 132 | 1 118 | 1 046 | 1 043 | 1 026 | 1 036 | 1 027 | 1 065 |

| 1962 | 1968 | 1975 | 1982  | 1990  | 1999  | 2006  | 2007  | 2012  |
| ---- | ---- | ---- | ----- | ----- | ----- | ----- | ----- | ----- |
| 976  | 965  | 911  | 1 046 | 1 068 | 1 133 | 1 257 | 1 274 | 1 299 |

| 2017  | 2022  | - | - | - | - | - | - | - |
| ----- | ----- | - | - | - | - | - | - | - |
| 1 336 | 1 301 | - | - | - | - | - | - | - |

## Lieux et monuments
- Monastère Notre-Dame d'Espérance, communauté de sœurs hospitalières augustines antérieurement implantée à Fougères en 1674. Présente à Parigné depuis 1978, elle appartient à la congrégation des Augustines de la Miséricorde de Jésus. Les sœurs ont quitté Parigné en 2011, atteintes  par la limite d'âge[41].
- Église Notre-Dame (XIXe siècle). L'ensemble de l'édifice a été refait au XIXe siècle. Seuls la nef, datant du XVe siècle, à hautes fenêtres trilobées, et le clocher rappellent l'édifice primitif. Le 29 février 2016, l'église a été partiellement détruite par un incendie[42].
- Château du Bois-Guy (XVIIIe siècle). Assez luxueux pour avoir possédé une salle de théâtre, ce château fut la demeure d'Aimé Picquet du Boisguy, qui, le 19 mars 1793, le jour de la « révolte de la Saint-Joseph », alors âgé de dix-sept ans, prit la tête des chouans de la région.
- Manoir des Âcres. On accède au logis par une tour d'escalier octogonale[43].

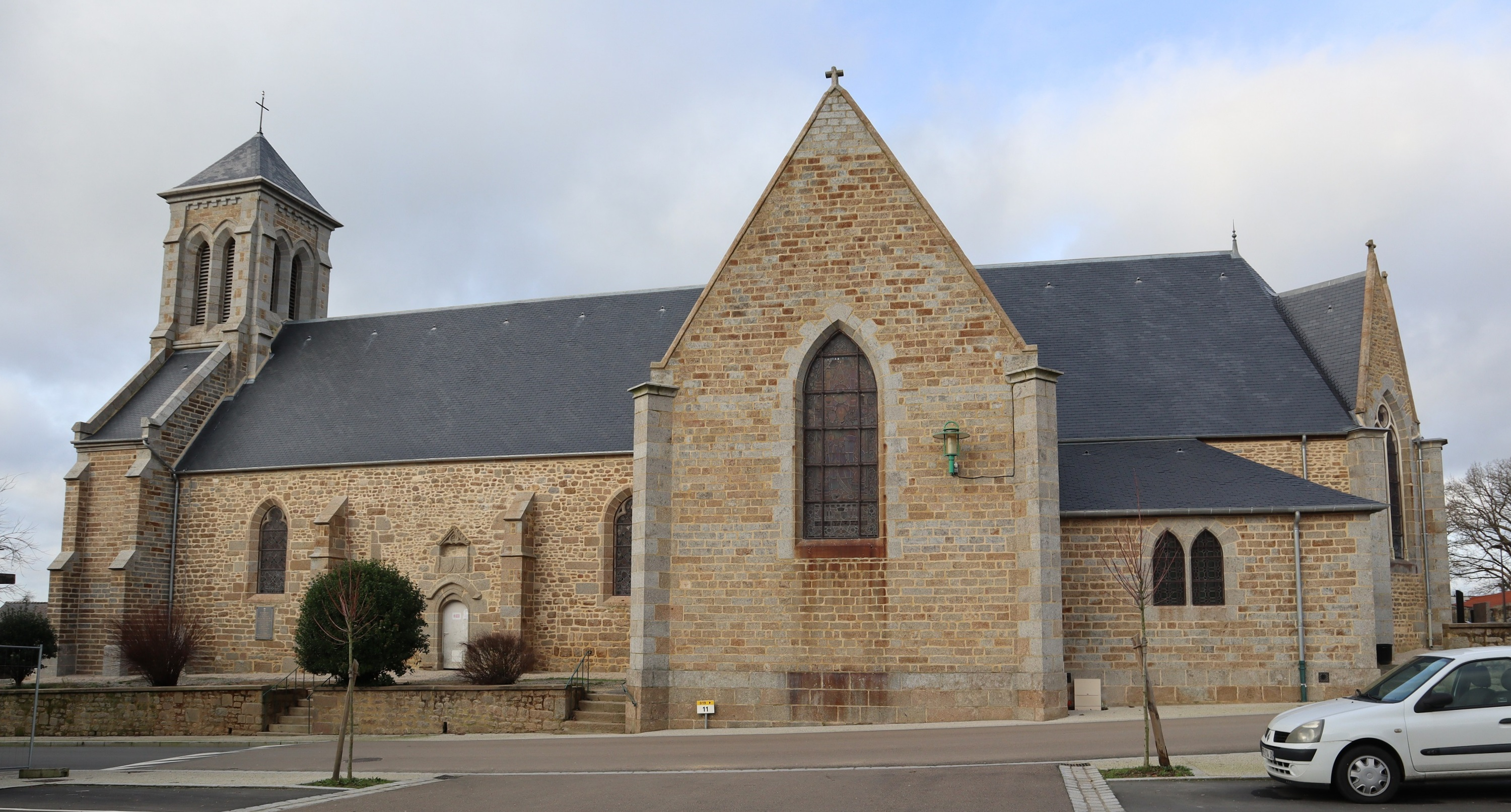
Église Notre-Dame de Parigné.
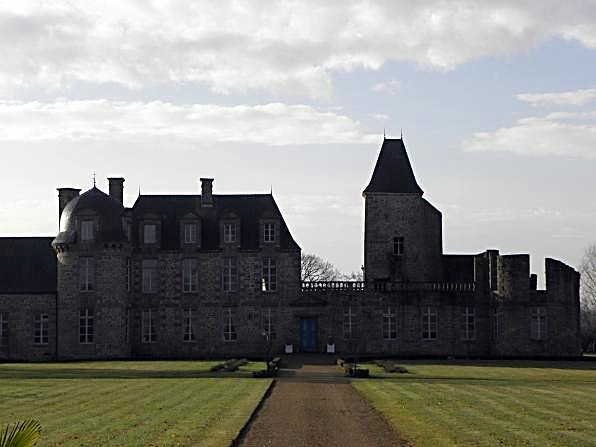
Château du Bois-Guy.

## Personnalités liées à la commune
- Aimé Picquet du Boisguy, général chouan qui vécut au début de sa vie à Parigné.
- Pierre-Marie Frain de La Villegontier (1841 à Parigné - 1920), député français